# レイチェル・チャン
レイチェル・チャン（Rachel Chan、1974年（昭和49年）9月20日 - ）は、神奈川県横浜市出身のラジオパーソナリティ・フリーアナウンサー。
元長野放送アナウンサー。FM BIRD所属。

## 来歴・人物
幼少時代、6年間アメリカ合衆国・ニューヨークで過ごし、演劇・アートと出会い、学生時代は英語劇に没頭。またイギリス・ロンドンでは演劇を学び、ショートフィルムに出演する。ちなみに東洋英和女学院大学在学中の同級生に、TBSアナウンサーの小倉弘子がいる。
同大学卒業後の1997年、長野県の民間放送局・長野放送（NBS）にアナウンサーとして入社。NBSでは「NBSザ・ヒューマン」「NBSスーパーニュース」のニュースキャスターを務めるなど、主に報道番組を中心に出演していた。
2002年にNBSを退社した後は、イギリスにおよそ5年間滞在し、NHK及び民放のロンドン支局制作の番組で、ナレーター・吹き替え・インタビュー・MC・通訳・リサーチャー・コーディネーター・ドキュメンタリーコメントの翻訳に携わる。
2007年1月に日本に帰国。帰国後はJ-WAVEのナビゲーターとしてインターネットラジオ「Brand New J」に出演。同年4月からは「RENDEZ-VOUS」ナビゲーターとして出演。またテレビでは、BS11デジタルの開局特別番組を担当したほか、2008年3月まで同局のニュース番組「BS11ニュース」にアナウンサーとして出演。
日本酒好きが高じ、2017年に名誉利酒師酒匠に任命され、2018年には酒サムライに叙任される。
2018年11月、3か月の交際期間を経て電撃結婚。

## 出演番組

### ラジオ
- J-WAVE
  - YEBISU BEER BEGINNINGS ～FROM TAKANAWA GATEWAY[3]（2020年4月～9月〔月・火曜担当〕、2020年7月17日〔金曜週替わり〕）
  - VOICES FROM NIHONMONO[4]（2019年4月～2020年10月）
  - SUNRISE FUNRISE[5]（2017年10月～2019年3月）
  - SMILE ON SUNDAY[6]（2015年4月～2017年9月）
  - GRATITUDE[7]（2014年4月～2015年3月）
  - RENDEZ-VOUS（2007年4月～2014年3月）
  - Brandnew J
- JFN
  - PEOPLE武将茶館

### テレビ
- 長野放送
  - NBSザ・ヒューマン
  - NBSスーパーニュース
- BS11
  - BS11ニュース
  - 賢者の選択 Leaders

### テレビコマーシャル
- トロピカーナ(ナレーション)
- 経口補水液 OS-1(ナレーション)[8]
- キューピーマヨソテー[9]（ナレーション）

### その他
- NEWDAYSキャンペーン・インフォメーション(JR東日本リテールネット NEWDAYS店内放送ナビゲーター)